# ABCニュース (朝日放送テレビ)
『ABCニュース』（エイビーシーニュース）は、1999年4月5日に放送開始した朝日放送テレビ（ABCテレビ）のニュース番組。一部を除き関西のローカルニュースを放送している。

## 概要
2018年3月（2017年度最終放送日）までは、同年4月1日の認定放送持株会社移行に伴う商号変更並びに分社化前のため、朝日放送が放送していた。
2008年1月から、タイトル表記を『ABC NEWS』に変更した。また2009年2月6日から、事前原稿打ち込み方式の字幕放送を一部時間帯で実施（フジテレビ（FNN）で放送されていた夜のスポットニュース番組（『FNNレインボー発』→『FNN NEWS Pick Up』→『こんやのニュース』→『ユアタイム クイック』→『THE NEWSα Pick』）と同様）。
テロップは『ANNニュース』と同じデザインを使用する。2021年5月30日まで使用されていたテロップでは、見出し字のANNの部分をABC（局ロゴ）に差し替えていた。また、ニュース中の右上サイドテロップは長らく表示されていなかったが、2021年10月4日より表示対応した。
2022年4月改編で深夜最終版のニュース枠が廃止されたことにより、現在は単独番組としてのレギュラー放送は行っていない。

## 放送時間
すべて日本時間（JST）、2022年4月改編を基準に記載。
昼前
- 月曜 - 金曜 11:57 - 12:00（『大下容子ワイド!スクランブル・第1部』<朝日放送テレビでは月曜日 - 水曜日はフルネット、木曜・金曜10:30飛び乗り[注釈 2]>のローカル枠2枠目の差し替えとして放送）
  - 2012年9月28日（金）までは11:34 - 11:45に、「ABC天気予報」とセットの単独番組として放送。同年10月1日から『ワイド!スクランブル・第1部』のフルネットへの一時移行を機に、「ABC天気予報」を分離したうえで、『ワイド!スクランブル・第1部』のローカル枠2枠目の差し替えとしてへ内包するようになった（「ABC天気予報」は<当初『ワイド!スクランブル・第1部』のローカル枠1枠目の差し替えとして>11:42 - 11:45に放送）。
- 土曜 11:54 - 12:00（『ANNニュース』に内包）
- 日曜 11:57 - 12:00（『ANNニュース』に内包）
  - 高校野球中継の期間中には、曜日に関係なく、1回戦から準々決勝の中継日まで14:05 - 14:10で放送。
  - 朝は『おはよう朝日です』（日曜日を除く）に内包。また、2020年10月2日まで放送されていた『おはようコールABC』（土曜日・日曜日を除く）にも内包していた。

夕方
- 土曜・日曜 17:48 - 17:55（『ANNスーパーJチャンネル』内で放送）
  - 2016年12月30日・2017年12月29日は、年末特別編成に伴い『キャスト』（平日夕方のローカル報道ワイド番組）が休止となったため、18:15 - 18:30に『ABCニュース&天気予報』のタイトルで当番組が放送された。
  - 2019年4月30日は、前天皇（現在：上皇明仁）退位関連の特別報道体制などによる特別編成のため『キャスト』が休止となったのに伴い、18:15 - 18:30に『ABCニュース&天気予報』のタイトルで当番組が放送された。

### 過去の放送時間
- 日曜（土曜深夜） 0:30 - 0:35（『ANN NEWS&SPORTS』内で放送）
- 日曜（土曜深夜） 0:25 - 0:30 （『ANN NEWS&SPORTS』内で放送）
- 月曜（日曜深夜） 0:50 - 0:55 （『GET SPORTS』内で放送）
- 日曜（土曜深夜） 0:40 - 0:45（『ポータル ANNニュース&スポーツ』内で放送）
- 日曜（土曜深夜） 0:20 - 0:25（『TOKYO応援宣言』内で放送）
- 日曜 17:50 - 17:55（『報道ステーション SUNDAY』内で放送）
- 日曜 17:51 - 17:55（『サンデーステーション』内で放送）
- 日曜 23:10 - 23:15
  - 日曜深夜については、2012年3月まで『日曜洋画劇場』の終了後に放送していた「ABC天気予報」の放送枠と、月曜未明の『GET SPORTS』の内包番組『ANN NEWS&SPORTS』の後半にあったローカルニュース・天気予報枠を、統合したうえで独立番組化。正式なタイトルは『ABCニュース&天気』だが、放送上は『ABC NEWS』のタイトルを使用している。
- 土曜 15:55 - 16:00
  - 2016年3月まではテレビ朝日発『ANNニュース』の同時ネットまたは時差ネット・タイトル差し替え形式で放送する場合と、ローカルニュースのみで放送する場合に分かれていたが、テレビ朝日が同年4月2日で放送枠を廃止したため、以降はローカルニュースのみを放送。
  - 編成の都合で13:55 - 14:00に放送する場合もある。
  - 高校野球中継の放送日は、第3試合終了後<2試合日は第1試合終了後>に放送。
  - 2019年3月30日をもって、それぞれ午後枠の改編に伴い廃枠となった。
- 日曜 20:56 - 21:00
  - 字幕放送あり。ローカルニュースと近畿地方の天気予報で構成。『選挙ステーション』放送日は休止。
  - 2014年度以降は番組編成上の都合で休止される場合もあった（土曜日の場合『池上彰のニュースそうだったのか!!』等の放送枠が『土曜ワイド劇場』<2016年度は『土曜プライム』>の番組枠まで時間を延長する場合、日曜の場合『日曜エンタ』の放送枠が18:57 - 23:10、19:58 - 23:10<番組内容によりさらに延長シフトを設ける場合あり>となる場合）。
  - かつては月曜 - 金曜20:54 - 21:00にも放送されていた（内容は関西ローカルのニュースで字幕放送あり）。また、2013年1月15日から2014年3月27日まで（ただし、金曜日は2013年3月29日まで）、火曜日 - 金曜日に関西ローカルのニュースを伝える場合には、朝日新聞大阪本社（中之島フェスティバルタワー内）に新設の『ABC朝日新聞スタジオ』を使用していた。
  - しかし、月曜日は2010年3月いっぱいで、金曜日は2013年3月いっぱいで放送枠を廃止。残る火曜日 - 木曜日についても2014年3月いっぱいで放送枠を廃止した。なお、後番組として月曜日 - 水曜日は『これみてみ!』→『エビ推シ〜』（いずれも番宣番組）、木曜日は『一志相伝〜受け継がれる職人の心〜』（2010年4月から2014年3月までは月曜日に放送）、金曜日は『至福のとき〜プレミアムマルシェ〜』を放送していた。ただし、月曜日 - 水曜日に特別編成を実施する場合に、上記の番宣番組の代わりに『ココイロ』を編成する場合がある。
  - また、週末は近畿地方で重大なニュースがない限り、全国ニュース（『ANNニュース』の同時ネット）と近畿地方の天気予報（2017年3月25日まで）で構成されていたが、2017年4月22日・4月23日から、『サタデーステーション』・『サンデーステーション』（土曜・日曜20:54 - 21:54）開始に伴い、土曜日・日曜日についても日曜版は4月2日をもって、土曜版は4月8日をもって、それぞれ放送枠を一旦廃止した。2018年4月1日から『サンデーステーション』の夕方への枠移動に伴い、同年4月8日から日曜版のみ再開、再開後はローカルニュースのみを放送。しかし、日曜20時台としては2020年9月27日をもって廃枠とし、後番組として『ほな行こCar!〜寄りみちドライブ〜』を放送している。
- 日曜 22:55 - 23:00
  - 日曜 23:05 - 23:10に放送されていたが、2020年3月29日を以って一旦廃止。日曜20時台の廃止に伴い、同年10月4日より現在の時間にて再開するが、2021年3月28日で廃枠。
- 火曜 - 金曜（月曜 - 木曜深夜） 0:17 - 0:24
- 土曜（金曜深夜） 0:12 - 0:19
  - いずれも天気予報とセットで放送。
  - 2017年4月以降は土曜深夜最終版のニュース枠の設定が無くなり、2021年4月以降は日曜深夜最終版も無くなった。
  - 朝日放送では、テレビ・ラジオ放送部門の分社化（2018年4月）を機に、ラジオ放送部門を継承した朝日放送ラジオ制作の『ABCニュース』定時枠の一部をセイ・タレントプロダクション所属の女性アナウンサーが担当。同年7月以降は、火曜最終（21時台） - 水曜早朝（8時台）、水曜最終 - 木曜早朝、土曜最終 - 日曜早朝（7時台）で宿直勤務に就いている。ただし、当番組については、全ての時間帯を朝日放送テレビ所属のアナウンサーだけで担当。テレビニュース向けの宿直勤務（日替わりで1名が従事）も、全曜日で継続している。
  - 毎年12月の『ミュージックステーション スーパーライブ』の放送日、テレビ朝日や朝日放送テレビ以外の全系列局では、後座番組『爆笑問題の検索ちゃん 最強ネタ祭り!!』を挟んで深夜1時台に最終版の『ANNニュース』（『報道ステーション』休止の代替）が編成される。だが、朝日放送テレビでは23時台に自社制作のレギュラー番組『探偵!ナイトスクープ』を放送する関係で、『爆笑問題の検索ちゃん - 』は番販扱いでの時差ネットで放送される。このため、『ANNニュース』はネット返上とし、2021年までは0:12 - 0:19に放送される当番組の中で全国ニュースを補完していた。
  - 深夜最終版のニュース枠は2022年4月2日（4月1日深夜）放送分をもって全廃されたが、朝日放送テレビのアナウンサーによる宿直勤務は全廃後も続けられていて、平日の担当者は同局から『報道ステーション』へ配信する関西地方と（ANN向けの取材拠点として支局を常設している）徳島・高知両県のニュース映像（阪神タイガース・オリックスバファローズが関西圏の球場で主催した試合のダイジェストVTRなど）向けナレーションの収録などに従事している。

### 高校野球期間中の特別措置
中継時間中の最終試合（第3試合目・第4試合目）では、近畿地方・徳島県のチームが出場する場合を中心に、月曜日 - 金曜日は『スーパーJチャンネル』のANNゾーンをネット返上したり、週末の18時台前半に放送される全国ネット番組（土曜日は『人生の楽園』、日曜日は『相葉マナブ』）を他日振替放送とし、最大で18:15（土曜18:21、日曜18:52）まで中継枠を延長することがある。また、第4試合開催日が土曜日・日曜日と重なる場合は『ANNスーパーJチャンネル（週末版）』をネット返上とする。その場合には、本来は『スーパーJチャンネル』で扱う全国ニュースを以下の番組で伝えた後に、18:15（土曜18:30、日曜19:00）から通常編成に復帰する（ただし、日によっては全国ニュースを伝えない場合もある）。
- 月曜日 - 金曜日：平日夕方のローカルニュースの放送枠（現在は『newsおかえり・第2部』に相当）で全国ニュースを放送。
- 土曜日・日曜日：中継終了後に当番組を放送。

なお、2015年度 - 2016年度の土曜日・日曜日に関しては、通常時の中継枠が17:51（日曜17:52）までとなることに伴い、『スーパーJチャンネル』の土曜版と日曜夕方放送の『報道ステーション SUNDAY』の放送を休止するため、終了後の17:51（日曜は17:52）- 18:00に全国ニュースを当番組で8分間 - 9分間放送していた。
また、準々決勝と準決勝の放送日には、『大下容子 ワイド!スクランブル』（月曜 - 木曜10:25 - 13:00・金曜10:30 - 13:00）または正午前の『ANNニュース』（土曜11:45 - 12:00、日曜11:50 - ）を臨時にネット返上。準々決勝の日は第2試合、準決勝の日は第1試合がそれぞれ終了した後に、高校野球中継を一時中断する形で当番組を放送し、全国ニュースを伝える。

## BGM
- OP『Leap Into Space』（phat-d-fusion[5]演奏）
- ED『Beaten Down』（phat-d-fusion演奏）

いずれも使用終了済み。

## その他
1975年3月30日まではTBS系列であった為、「JNNニュース」のタイトルを『ABCニュース JNN』に差し替えていた時期があった。この時期、ABCフラッシュニュースで使用していた同心円アニメーションのロングバージョンが放送されていた。